# بیلی کورلی
بیلی کورلی (انگلیسی: Billy Curley؛ زادهٔ ۲۰ نوامبر ۱۹۴۵) بازیکن فوتبال اهل بریتانیا است.
از باشگاه‌هایی که در آن بازی کرده‌است می‌توان به باشگاه فوتبال دارلینگتون اشاره کرد.